# Championnats des États-Unis d'athlétisme 2022
Navigation
Championnats 2020 Championnats 2023
Les Championnats des États-Unis d'athlétisme 2022 se déroulent du 23 au 26 juin 2022 à l'Hayward Field de Eugene, en Oregon. La compétition détermine les champions d'athlétisme seniors et juniors des États-Unis, mais également les qualifiés pour les championnats du monde 2022 qui se déroulent du 15 au 24 juillet 2022 au même endroit.

## Déroulement
Les épreuves de sélection pour le marathon masculin et féminin ont lieu durant les marathons de Boston 2021, le marathon de Chicago 2021 et le marathon de New York 2021. Les épreuves du 35 km marche ont lieu le 16 janvier 2022 à Santee, en Californie, alors que celles du 20 kilomètres marche se déroulent le 6 février 2022 à Rancho San Diego,. Les épreuves combinées (décathlon et heptathlon) ont lieu les 6 et 7 mai 2022 à Fayetteville. Les épreuves du 10 000 mètres se déroulent au stade Hayward Field le 27 mai 2022.

## Résultats

### Hommes
| Épreuves                     | Or                               | Argent                           | Bronze                             |
| ---------------------------- | -------------------------------- | -------------------------------- | ---------------------------------- |
| 100 m Vent : + 1,8 m/s       | Fred Kerley 9 s 77               | Marvin Bracy 9 s 85 (=PB)        | Trayvon Bromell 9 s 88             |
| 200 m Vent : - 0,3 m/s       | Noah Lyles 19 s 67               | Erriyon Knighton 19 s 69 (WU20R) | Fred Kerley 19 s 83                |
| 400 m                        | Michael Norman 43 s 56 (WL)      | Champion Allison 43 s 70 (PB)    | Randolph Ross 44 s 17              |
| 800 m                        | Bryce Hoppel 1 min 44 s 60       | Jonah Koech 1 min 44 s 74 (PB)   | Brandon Miller 1 min 45 s 19       |
| 1 500 m                      | Cooper Teare 3 min 45 s 86       | Jonathan Davis 3 min 46 s 01     | Josh Thompson 3 min 46 s 07        |
| 5 000 m                      | Grant Fisher 13 min 3 s 86       | Woody Kincaid 13 min 6 s 70      | Abdihamid Nur 13 min 8 s 63        |
| 10 000 m                     | Joe Klecker 28 min 28 s 71       | Grant Fisher 28 min 28 s 81      | Sean McGorty 28 min 29 s 57        |
| Marathon                     | Galen Rupp 2 h 11 min 41 s       | Colin Bennie 2 h 12 min 26 s     | Colin Mickow 2 h 13 min 31 s       |
| 3 000 m steeple              | Hillary Bor 8 min 15 s 76        | Evan Jager 8 min 17 s 29         | Benard Keter 8 min 19 s 16         |
| 20 km marche                 | Nick Christie 1 h 30 min 31 s 67 | Samuel Allen 1 h 30 min 43 s 43  | Jordan Crawford 1 h 31 min 45 s 55 |
| 35 km marche                 | Nick Christie 2 h 48 min 48 s    | Dan Nehnevaj 2 h 59 min 29 s     | Bricyn Healey 3 h 5 min 13 s       |
| 110 m haies Vent : + 1,2 m/s | Daniel Roberts 13 s 03           | Trey Cunningham 13 s 08          | Devon Allen 13 s 09                |
| 400 m haies                  | Rai Benjamin 47 s 04 (WL)        | Trevor Bassitt 47 s 47 (PB)      | Khallifah Rosser 47 s 65 (PB)      |
| Saut en hauteur              | Shelby McEwen 2,33 m (PB)        | JuVaughn Harrison 2,30 m         | Dontavious Hill 2,22 m             |
| Saut à la perche             | Chris Nilsen 5,70 m              | Luke Winder 5,70 m               | Andrew Irwin 5,60 m                |
| Saut en longueur             | Rayvon Grey 8,19 m (PB)          | Steffin McCarter 8,15 m          | Jeremiah Davis 8,11 m              |
| Triple saut                  | Donald Scott 17,07 m             | Will Claye 16,93 m               | Chris Benard 16,83 m               |
| Lancer du poids              | Ryan Crouser 23,12 m (WL)        | Joe Kovacs 22,87 m               | Josh Awotunde 21,51 m              |
| Lancer du disque             | Andrew Evans 63,31 m             | Dallin Shurts 62,32 m (PB)       | Sam Mattis 62,25 m                 |
| Lancer du marteau            | Daniel Haugh 80,18 m (PB)        | Rudy Winkler 78,33 m             | Alex Young 76,60 m                 |
| Lancer du javelot            | Ethan Dabbs 81,29 m              | Curtis Thompson 80,49 m          | Marc Anthony Minichello 79,05 m    |
| Décathlon                    | Garrett Scantling 8 867 pts (WL) | Kyle Garland 8 720 pts (PB)      | Zach Ziemek 8 573 pts (PB)         |

### Femmes
| Épreuves                     | Or                                 | Argent                                | Bronze                             |
| ---------------------------- | ---------------------------------- | ------------------------------------- | ---------------------------------- |
| 100 m Vent : + 2,9 m/s       | Melissa Jefferson 10 s 69          | Aleia Hobbs 10 s 72                   | Twanisha Terry 10 s 74             |
| 200 m Vent : - 0,3 m/s       | Abby Steiner 21 s 77 (WL, PB)      | Tamara Clark 21 s 92 (PB)             | Jenna Prandini 22 s 01             |
| 400 m                        | Talitha Diggs 50 s 22              | Kendall Ellis 50 s 35                 | Lynna Irby 50 s 67                 |
| 800 m                        | Athing Mu 1 min 57 s 16            | Ajeé Wilson 1 min 57 s 23             | Raevyn Rogers 1 min 57 s 96        |
| 1 500 m                      | Sinclaire Johnson 4 min 3 s 29     | Cory McGee 4 min 4 s 52               | Elle St. Pierre 4 min 5 s 14       |
| 5 000 m                      | Elise Cranny 15 min 49 s 15        | Karissa Schweizer 15 min 49 s 32      | Emily Infeld 15 min 49 s 42        |
| 10 000 m                     | Karissa Schweizer 30 min 49 s 56   | Alicia Monson 30 min 51 s 09          | Natosha Rogers 31 min 29 s 80      |
| Marathon                     | Molly Seidel 2 h 27 min 46 s       | Emma Bates 2 h 24 min 20 s            | Sara Hall 2 h 27 min 19 s          |
| 3 000 m steeple              | Emma Coburn 9 min 10 s 63          | Courtney Wayment 9 min 12 s 10 (PB)   | Courtney Frerichs 9 min 16 s 18    |
| 20 km marche                 | Kathleen Burnett 1 h 44 min 2 s 38 | Celina Lepe 1 h 45 min 47 s 30        | Anali Cisneros 1 h 49 min 19 s 64  |
| 35 km marche                 | Miranda Melville 3 h 0 min 19 s    | Stephanie Casey 3 h 1 min 55 s        | Maria Michta-Coffey 3 h 7 min 32 s |
| 100 m haies Vent : - 1,4 m/s | Kendra Harrison 12 s 34 (WL)       | Alaysha Johnson 12 s 35 (PB)          | Alia Armstrong 12 s 47 (PB)        |
| 400 m haies                  | Sydney McLaughlin 51 s 41 (WR)     | Britton Wilson 53 s 08 (PB)           | Shamier Little 53 s 92             |
| Saut en hauteur              | Vashti Cunningham 1,93 m           | Rachel Glenn 1,90 m                   | Rachel McCoy 1,90 m                |
| Saut à la perche             | Sandi Morris 4,82 m (WL)           | Alina McDonald 4,65 m (PB)            | Katie Nageotte 4,65 m              |
| Saut en longueur             | Quanesha Burks 7,06 m              | Jasmine Moore 6,80 m                  | Tiffany Flynn 6,69 m               |
| Triple saut                  | Keturah Orji 14,79 m               | Tori Franklin 14,59 m                 | Jasmine Moore 14,15 m              |
| Lancer du poids              | Chase Ealey 20,51 m (WL, PB)       | Adelaide Aquilla 19,45 m              | Jessica Woodard 19,40 m (PB)       |
| Lancer du disque             | Valarie Allman 66,92 m             | Laulauga Tausaga-Collins 64,49 m (PB) | Rachel Dincoff 62,14 m             |
| Lancer du marteau            | Brooke Andersen 77,96 m            | Janee Kassanavoid 76,03 m             | Annette Echikunwoke 73,76 m        |
| Lancer du javelot            | Kara Winger 64,26 m                | Ariana Ince 60,43 m                   | Avione Allgood-Whetstone 59,26 m   |
| Heptathlon                   | Anna Hall 6 458 pts                | Ashtin Mahler 6 184 pts               | Michelle Atherley 6 154 pts        |

## Sélections pour les championnats du monde
Les athlètes suivants sont automatiquement qualifiés pour les championnats du monde 2022 en raison de leurs titres obtenus aux Championnats du monde d'athlétisme 2019, ou en raison de leurs victoires finales en Ligue de diamant 2021 et lors de la Coupe du monde des épreuves combinées 2021 :
- Champions du monde en titre : Christian Coleman (100 m), Noah Lyles (200 m), Donavan Brazier (800 m), Grant Holloway (110 m haies), Sam Kendricks (saut à la perche), Christian Taylor (triple saut), Joe Kovacs (lancer du poids), Nia Ali (100 m haies), Dalilah Muhammad (400 m haies) et DeAnna Price (lancer du marteau).
- Vainqueurs de la Ligue de diamant 2021  : Fred Kerley (100 m), Kenneth Bednarek (200 m), Michael Cherry (400 m), Devon Allen (110 m haies), Ryan Crouser (lancer du poids), Quanera Hayes (400 m), Maggie Ewen (lancer du poids) et Valarie Allman (lancer du disque).
- Vainqueur de la Coupe du monde des épreuves combinées 2021 : Kendell Williams (heptathlon)

## Légende
Records et Performances
- AR : Record continental (area record)
- CR : Record des championnats (championship record)
- MR : Record du meeting (meet record)
- NR : Record national (national record)
- OR : Record olympique (olympic record)
- PR : Record paralympique (paralympic record)
- PB : Record personnel (personal best)
- SB : Meilleure performance personnelle de la saison (season's best)
- WL : Meilleure performance mondiale de l'année (world leader)
- WJR : Record du monde junior (world junior record)
- WR : Record du monde (world record)

Circonstances et Conditions
- DNF : N'a pas terminé (did not finish)
- DNS : N'a pas pris le départ (did not start)
- DQ : Disqualification (disqualification)
- NM : Aucun essai valable enregistré (No Mark)
- Q : Qualifié « directement » au prochain tour (ou à la prochaine compétition), lors d'une compétition majeure, grâce au classement ou à la réalisation des minima (automatic qualifier)
- q : Qualifié au prochain tour (ou à la prochaine compétition), lors d'une compétition majeure, grâce au repêchage ou à la réalisation de l'une des meilleures performances parmi celles des « non qualifiés directement » (grâce au meilleur temps ou à la meilleure distance par exemple) (secondary qualifier)